# Aforia kupriyanovi
Aforia kupriyanovi is een slakkensoort uit de familie van de Cochlespiridae. De wetenschappelijke naam van de soort is voor het eerst geldig gepubliceerd in 1987 door Sysoev & Kantor.